# Языки народов Сибири и Дальнего Востока России
Языки́ Сиби́ри — условное собирательное название для различных языков, на которых говорят коренные обитатели Сибири и Дальнего Востока России. В лингвистике отсутствует понятие «Сибирская языковая семья» или подобные, так как эти языки отличаются как генетическим, так и типологическим разнообразием.

## Список языков
Языки Сибири относятся к 8 языковым семьям — индоевропейской, алтайской, уральской, юкагиро-чуванской, эскимосско-алеутской, чукотско-камчатской, енисейской, айнской; нивхский язык является изолированным.
После каждого языка указана численность говорящих во всей России: либо по переписи 2010, либо (если данные переписи считаются недостоверными) по оценке лингвистов. В последнем случае перед ними стоит значок тильда (~).

## Индоевропейская семья
Из индоевропейских языков в Сибири представлены славянская и германская ветви. Всего: 40 живых языков и 1 книжный.
- Славянская ветвь
  - белорусский язык 173 980
  - украинский язык 1 129 838
  - русский язык 137 494 893
- Германская ветвь
  - немецкий язык 2 069 949
  - нижненемецкий язык

## Уральская семья
Всего: 23 живых языка и 3 мёртвых
- Финно-угорская ветвь
  - мансийский язык 938
  - хантыйский язык 9584
- Самодийская ветвь
  - юрацкий язык †
  - энецкий язык 43
  - нганасанский язык 125
  - ненецкий язык 21 926
  - камасинский язык †
  - маторско-тайгийско-карагасский язык †
  - селькупский язык 1023

## Алтайская семья
Всего: 41 язык
- Тунгусо-маньчжурская ветвь
  - негидальский язык 74
  - эвенский язык 5656
  - эвенкийский язык 4802
  - орокский язык (ульта) 47
  - удэгейский язык 103 (~80)
  - орочский язык 8 (~160)
  - ульчский язык 154
  - нанайский язык 1347
- Монгольская ветвь
  - монгольский язык 8829
  - бурятский язык 218 557
- Тюркская ветвь
  - уйгурский язык 1049
  - тофаларский язык 93
  - долганский язык 1054
  - тувинский язык 253 673
  - якутский язык 450 140
  - чулымский язык 44
  - шорский язык 2839
  - хакасский язык 42 604
  - горно-алтайская группа 55 720
    - северноалтайский язык ~10 000
      - кумандинское наречие ~8 000
      - челканское наречие (куу) ~2 000

    - южноалтайский язык ~55 500
      - тубаларское наречие ~3 000
      - собственно алтайское наречие (алтай-кижи)
      - телеутское наречие ~3 000
      - теленгитское наречие ~3 000

  - казахский язык 401 455
  - сибирскотатарский язык (вкл. **барабинское наречие) ~200 000
  - татарский язык
  - башкирский язык
- японский язык 33 855
- корейский язык 42 384

## Енисейская семья
Всего: 2 живых языка
- кетский язык 153
- югский язык 1 (или †)
- аринский язык †
- пумпокольский язык †
- коттский язык †

## Юкагиро-чуванская семья
Всего: 2 живых языка
- северноюкагирский язык (тундренный) ~150
- южноюкагирский язык (колымский) ~50
- омокский язык †
- чуванский язык †

## Чукотско-камчатская семья
Всего: 4 живых и 3 мертвых языка.
- чукотско-корякская ветвь
  - чукотский язык 5095
  - керекский язык †
  - алюторский язык ~2 000
  - корякский язык 1665
- ительменская ветвь
  - ительменский язык (западно-ительменский) 82 (~50)
  - восточно-ительменский язык †
  - южно-ительменский язык †

## Эскимосско-алеутская семья
Всего: 4 живых языка и 2 мертвых.
- алеутский язык 45
- медновско-алеутский язык (смешанный язык: алеутский+русский) 5
- эскимосская ветвь 508
  - науканский язык ~106
  - юитский язык (чаплинский диалект) ~304
  - аляскинско-инуитский язык †
  - сиреникский язык †

## Нивхский язык
(изолированный) 198

## Айнская семья
Всего: 2 мертвых
- сахалинско-айнский язык †
- курильско-айнский язык †